# Hallsburg (Texas)
Hallsburg es una ciudad ubicada en el condado de McLennan en el estado estadounidense de Texas. En el Censo de 2010 tenía una población de 507 habitantes y una densidad poblacional de 36,91 personas por km².

## Geografía
Hallsburg se encuentra ubicada en las coordenadas 31°35′6″N 96°55′6″O / 31.58500, -96.91833. Según la Oficina del Censo de los Estados Unidos, Hallsburg tiene una superficie total de 13.74 km², de la cual 13.42 km² corresponden a tierra firme y (2.34%) 0.32 km² es agua.

## Demografía
Según el censo de 2010, había 507 personas residiendo en Hallsburg. La densidad de población era de 36,91 hab./km². De los 507 habitantes, Hallsburg estaba compuesto por el 92.11% blancos, el 1.18% eran afroamericanos, el 0.39% eran amerindios, el 0.99% eran asiáticos, el 0% eran isleños del Pacífico, el 2.96% eran de otras razas y el 2.37% pertenecían a dos o más razas. Del total de la población el 5.92% eran hispanos o latinos de cualquier raza.